# Aimpoint Micro紅點鏡

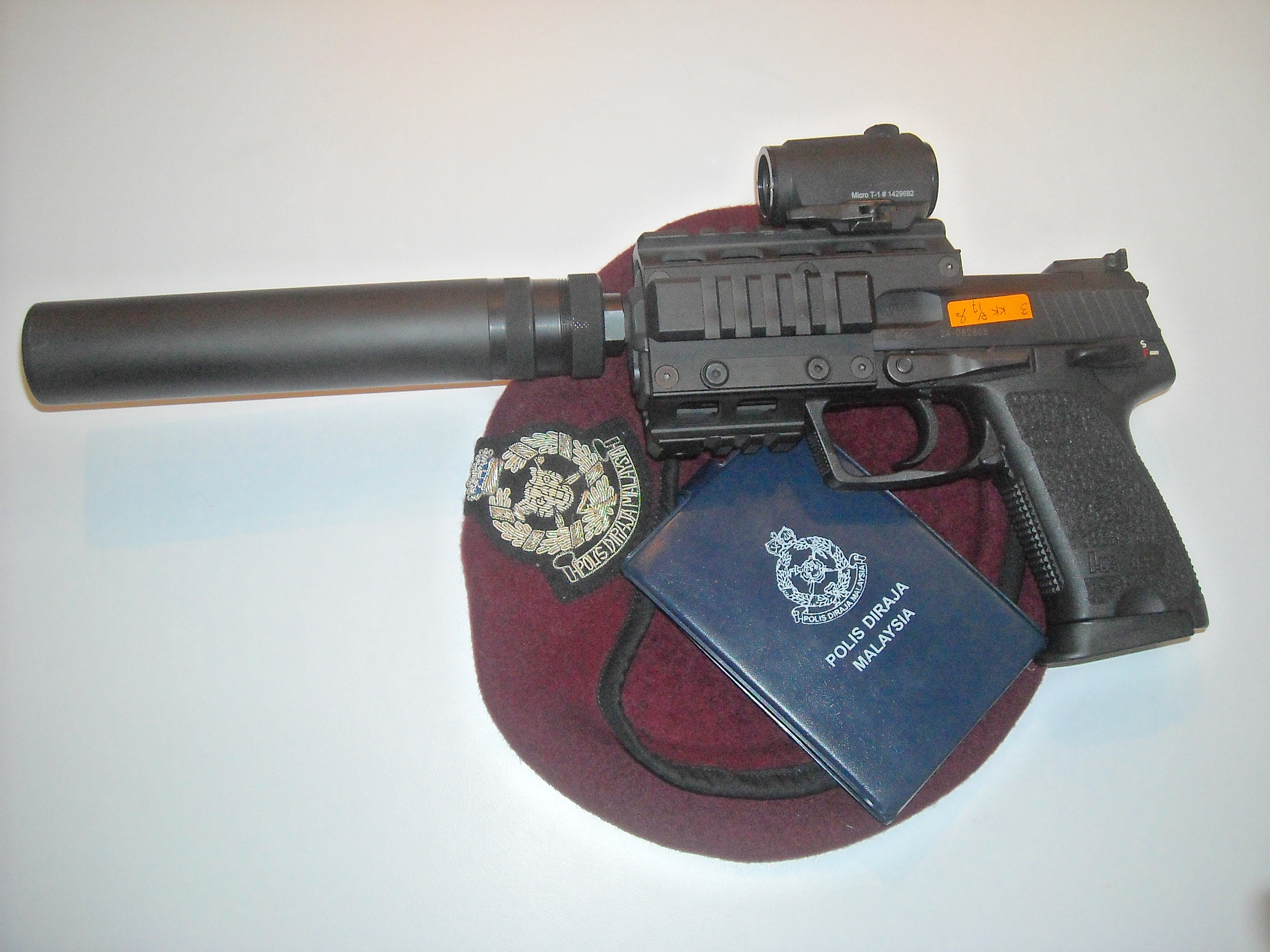
特別行動指揮部所用，裝有布鲁加&托梅抑制器、皮卡汀尼手槍導軌和Aimpoint Micro T-1的HK USP9SD（戰術型）。

Aimpoint Micro是一系列由Aimpoint公司生產的微型紅點反射式瞄準鏡。
Micro系列採用了細小、輕便的外觀，並可提供與其他Aimpoint瞄準具同等的堅固性和可靠性。該瞄準鏡既可理想地用作獨立式光學瞄準具，也可以裝設在倍率更高的狙擊鏡、热成像瞄準鏡和夜視瞄準鏡之上，用以應對近距離格鬥作戰或在狙擊鏡／夜視瞄準鏡嚴重損壞的緊急情況的輔助瞄準用途。
Micro瞄準鏡可安裝於其他可以利用MIL-STD-1913戰術導軌安裝配件的任何武器。軍用型Micro瞄準鏡更可以與夜視鏡兼容，使用後瞄準點仍然可以通過夜視瞄準鏡和護目鏡看見。

## 概述
Aimpoint Micro系列是無放大倍率、保持兩眼（裸眼及瞄準眼）瞄準的反射式瞄準鏡，旨在提供極快的瞄準目標以進行精確瞄準和解決光亮度極低導致一般的機械瞄具（沒有氚光夜間用瞄具）失去效用等的特別條件。Micro系列總共有12個亮度設置位，其中軍用型的4個低功率的設置位是用來搭配所有世代的夜視設備使用，而另外8個高功率的設置位是用在可見的陽光下；其中一個亮度設置位更可與激光防護鏡罩配合，或是在明亮的沙漠陽光以下使用。Micro系列的防水深度能夠達到25公尺（27.34码，82.02英尺），而它亦使用一顆3伏特CR-2032锂电池供電，生產商聲稱在使用與Comp M3相同的、全新的先進高效電路技術（英語：Advanced Circuit Efficiency Technology，簡稱：ACET）科技以下，一顆CR-2032電池就能夠向瞄準鏡提供約5年（50,000小时）的操作時間（與夜視儀匹配使用時則超過500,000小時）。
無放大倍率瞄準鏡並沒有兩隻眼睛之間進行切换的需要，這意味著使用者可以在任何地點和距離以下，他的眼睛仍然可以看見鏡頭和分劃。這使得熟練的射手擁有越來越多的射擊視線、方位位置和靈活性。Micro系列亦是無视差設計的，這意味著就算使用者的眼睛是偏離了中心瞄準鏡鏡片的中心，瞄準目標的點亦不會有改變的。使用紅點瞄準鏡來瞄準類似於使用雷射瞄準器，使用者的兩隻眼睛不會受到影響而且可以繼續保持雙眼開放，可以繼續觀察及／或瞄準他的目標和在周圍的環境之中尋找其他目標。但紅點瞄準器的優點就是不會有任何光，讓敵方可以估計並且找出使用手的位置。由於Micro系列的軸線高度比原有的型號要低得多，當需要在某些步槍以上共用後備機械瞄具時，或要串聯加大倍率放大鏡或夜視鏡時，需要換裝加高型鏡架以托高其瞄準鏡軸線。

## 瞄準鏡架
Micro系列的瞄準鏡架標準具有不對稱的縱向輪廓，中心處具有一塊額外的緩沖擋塊。它是Micro系列規格紅點鏡最常見鏡架標準，也已被其他光學製造商（布拉塞爾、霍洛森、西格&紹爾、MAK）所廣泛使用。眾多狙擊鏡架的生產商也為此標準生產鏡架。
當中一個特別例子就是HK G28標準型可配裝的Micro T-1瞄準鏡架，鏡架還在目鏡前與物鏡後都設有沙色斜型遮陽罩。

## 光學規格和尺寸（T-1）
- 長度（淨瞄準鏡）：62毫米（2.4英寸）
- 寬度（淨瞄準鏡）：41毫米（1.6英吋）
- 高度（淨瞄準鏡）：36毫米（1.4英吋）
- 安裝環寬度：不適用（不使用瞄準鏡安裝環）
- 重量（淨瞄準鏡）：84克（3盎司）
- 重量（連瞄準鏡架）：105克（3.7盎司）
- 外殼材料、表面處理及顏色：高強度铝、硬質陽極氧化、啞光黑色
- 瞄準鏡軸線高度（連瞄準鏡架、皮卡汀尼導軌以上）：18毫米（.7英寸）
- 瞄準鏡軸線高度（連加高型瞄準鏡架、皮卡汀尼導軌以上）：39毫米（1.5英寸）

## 衍生型
- Aimpoint Micro H-1：Aimpoint系列當中最小的獵用型瞄準鏡，包括鏡架在內僅105克（3.70盎司）。有2和4角分標點（英语：Reticle）。
- Aimpoint Micro R-1：實戰射擊（英语：International Practical Shooting Confederation）（IPSC）比賽型，除了採用銀色表面處理取代了黑色表面以外，其餘與H-1相同；2007年停止生產。
- Aimpoint Micro S-1：Aimpoint第一款專門為散彈槍而設計的瞄準鏡。它可用於大多數具有散熱槍管肋條的散彈槍以上。具有6角分標點。[2]
- Aimpoint Micro T-1：Micro系列中的軍警兩用版本，具有兼容夜視鏡功能的啞光黑色表面處理，使用2角分的分標點。美國特種作戰司令部命名為SU-278/PVS 最佳化增強戰鬥光學瞄具（ECOS-O, Enhanced Combat Optical Sight-Optimized），北約庫存編號1240-01-620-2463。
- Aimpoint Micro H-2：2018年推出，預設具有目鏡與物鏡的上翻式護罩，具有2、4、6角分標點。可提供橙色鏡身的特別版本。[3]
- Aimpoint Micro T-2：Micro H-2中的軍警兩用版本，具有兼容夜視鏡功能的啞光黑色表面處理，使用2角分的分標點。美國特種作戰司令部命名為SU-278A/PVS 最佳化增強戰鬥光學瞄具（ECOS-O, Enhanced Combat Optical Sight-Optimized），北約庫存編號1240-01-655-6247。

## 圖集

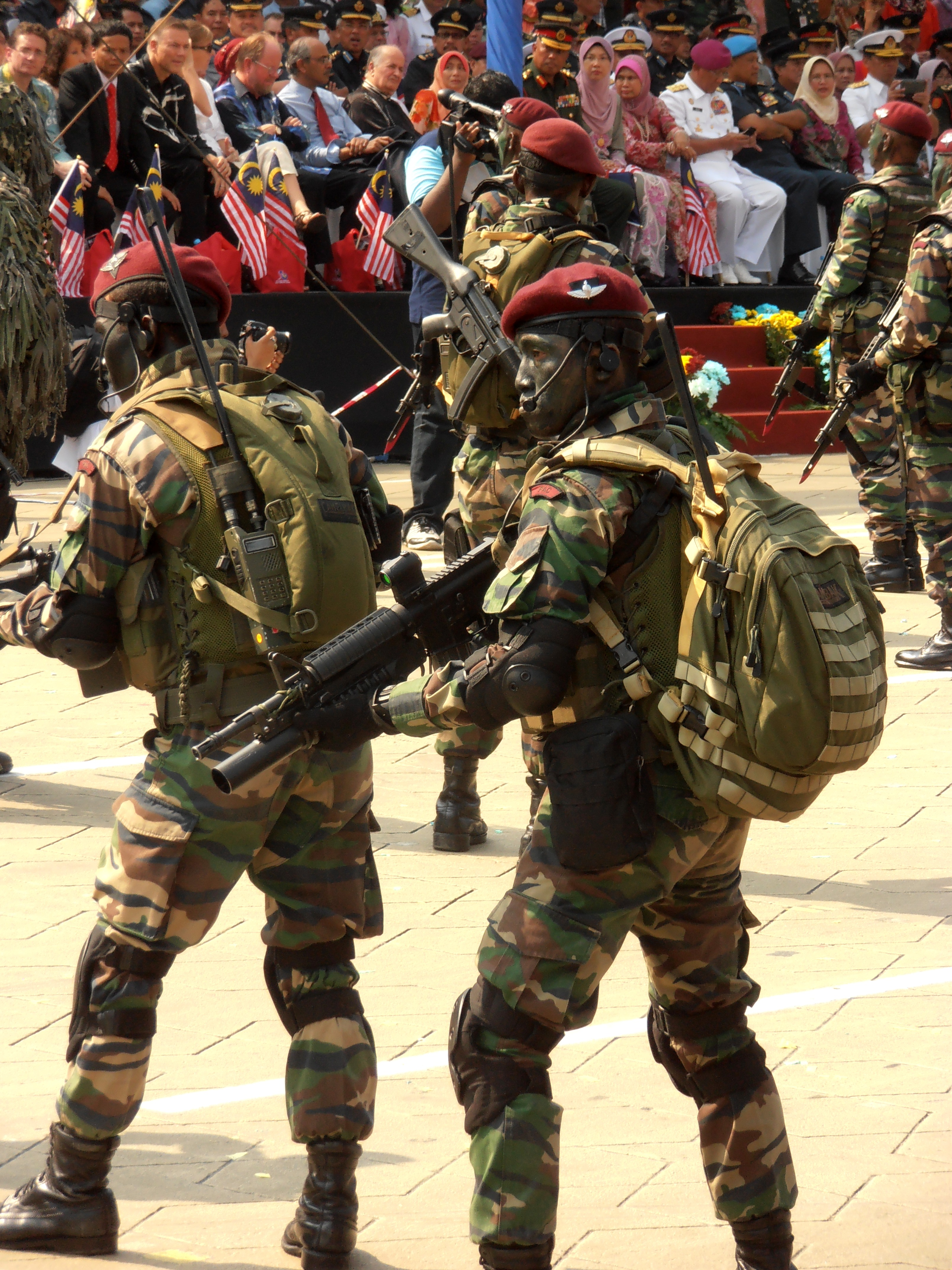
馬來西亞，在吉隆坡舉行的2013年國慶阅兵當中，配備了柯爾特M4A1（附接了M203榴彈發射器和Aimpoint Micro T）的第10傘兵旅（英语：10th Parachute Brigade (Malaysia)）士兵，用於演示特種作戰
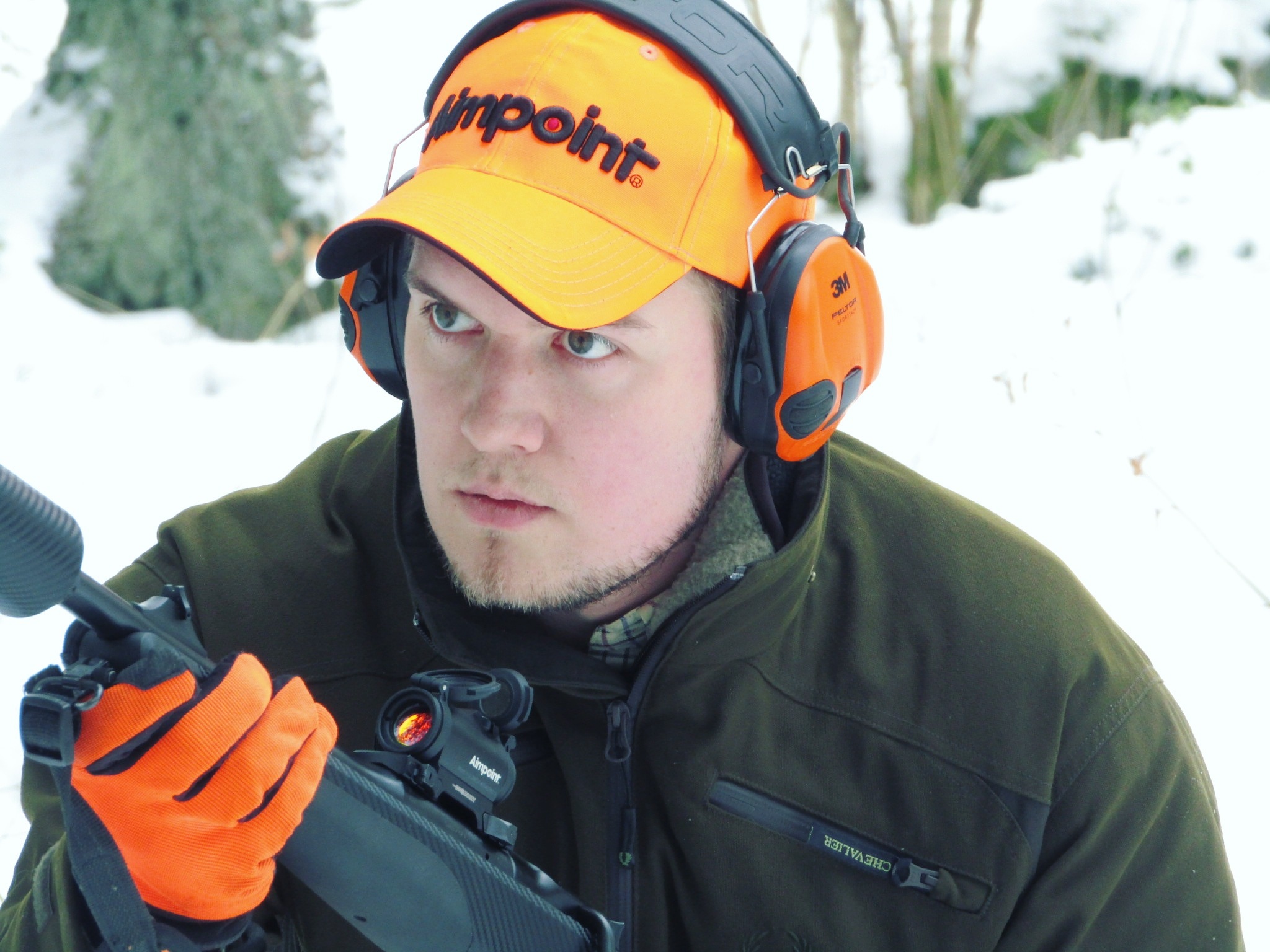
獵人與裝上了Aimpoint Micro H-2的步槍
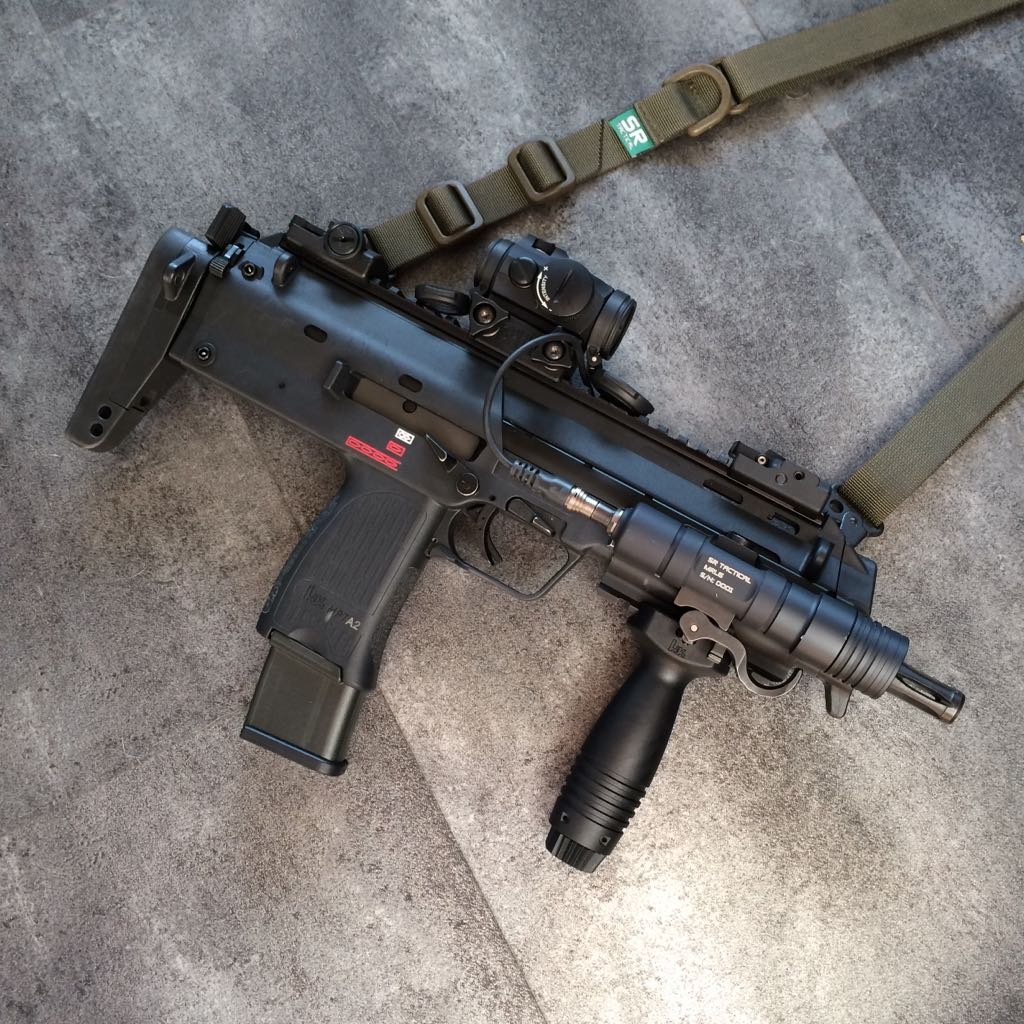
裝上了MRL6戰術燈、Aimpoint Micro T-2、槍背帶（英语：Sling (firearms)）以及前握把的HK MP7A2
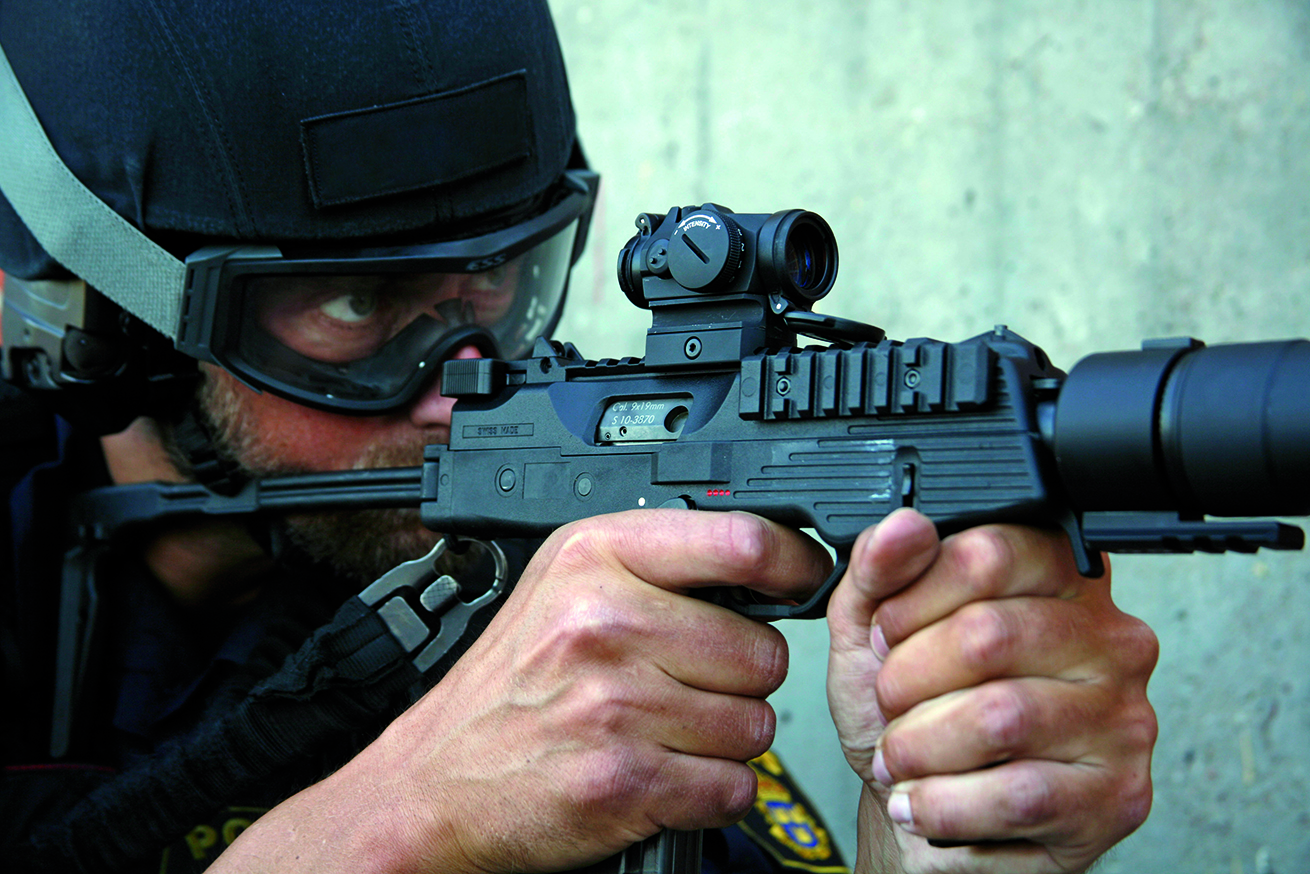
警察與裝上了Aimpoint Micro T-2的B&T MP9
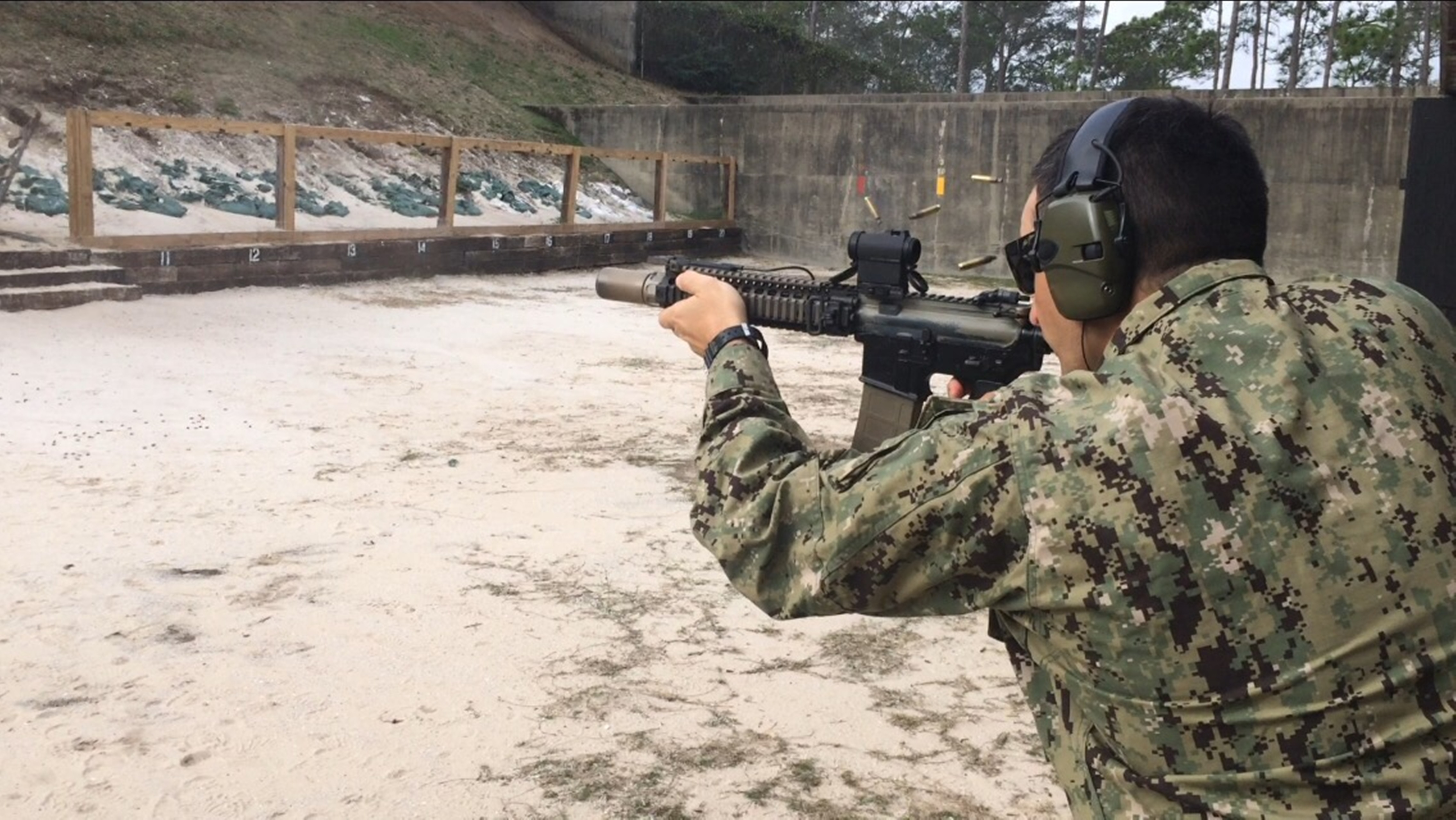
使用Mk 18（附接了SureFire SOCOM微型抑制器、馬格普PMAG彈匣和加高鏡架型Aimpoint Micro T-2）的海豹部隊
- 使用一枝裝上了加高鏡架型Aimpoint Micro T-2的IWI SAR塔沃爾的民間射手的视频

## 資料來源
1. ↑  .   [2020-07-25]. （原始内容存档于2015-09-11）.
2. ↑  .   [2020-07-25]. （原始内容存档于2020-08-19）.
3. ↑  .   [2020-07-25]. （原始内容存档于2020-07-25）.

## 外部連結
- （英文）—Aimpoint -
  - Micro H-1（页面存档备份，存于）
  - Micro S-1（页面存档备份，存于）
  - Micro T-1（页面存档备份，存于）
  - Micro H-2（页面存档备份，存于）
  - Micro T-2（页面存档备份，存于）
- （简体中文）—槍炮世界—Aimpoint Micro系列（页面存档备份，存于）